# بیزیو (کمون)
بیزیو (به فرانسوی: Baizieux) یک کمون (فرانسه) در فرانسه است که در سم (فرانسه) واقع شده‌است. بیزیو ۵٫۰۹ کیلومتر مربع مساحت دارد ۱۰۷ متر بالاتر از سطح دریا واقع شده‌است.